# Проституция в Сомалия
Проституцията в Сомалия е незаконна, въпреки че съществуват принудителни бракове в зони под бунтовнически контрол, там обикновено тези които проституират доброволна са много малко. ХИВ и СПИН стойностите на разпространение са доста ниски, те се оценяват на 0,7% от възрастното население, това се дължи на доминиращата мюсюлманска традиция в Сомалия и придържане към ислямския морал, които по принцип обезкуражават предбрачната и извънбрачна сексуална активност.